# U-Bahnhof Grüneburgweg
Grüneburgweg ist ein U-Bahnhof auf der A-Strecke in Frankfurt am Main.

## Lage
Die Station liegt unter der Eschersheimer Landstraße etwas nördlich der Kreuzung Grüneburgweg/Fichardstraße in Höhe Gervinusstraße auf der Grenze zwischen Nord- und Westend und wird von den U-Bahn-Linien U1, U2,U3 und U8 angefahren. Die Knotenpunkte Hauptwache, Konstablerwache und Willy-Brandt-Platz sind von hier im Kurzstreckentarif erreichbar.
Nahe der Station liegen die Hochschule für Musik und Darstellende Kunst Frankfurt am Main, das Handelsblatt-Haus, diverse Restaurants sowie das kleine Hotel Mondial, welches im Oktober 1992 in Zusammenhang mit dem Schmuggel von Strontium aus dem ehemaligen Ostblock in die Schlagzeilen geriet. Das früher an der Ecke Fichardstraße befindliche Seniorenrathaus ist 2005 an den Dornbusch umgezogen.

## Architektur

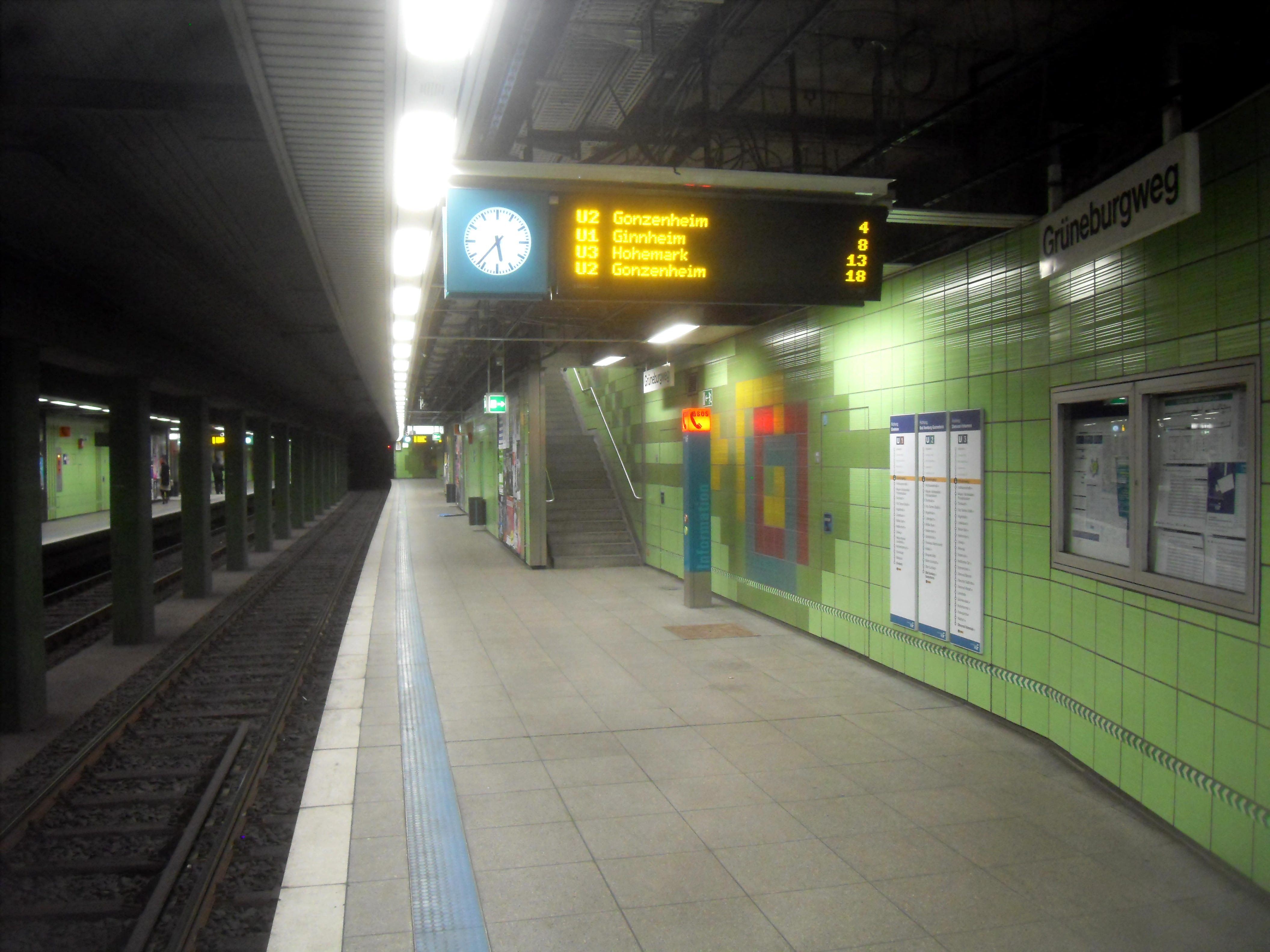
Bahnsteig des U-Bahnhofs Grüneburgweg in Richtung Norden

Am 4. Oktober 1968 wurde die Station mit Inbetriebnahme des ersten Teilabschnittes der A-Strecke von der Hauptwache zur Nordweststadt eröffnet. Der U-Bahnhof selbst ist entsprechend im schlichten Stil der 1960er Jahre gehalten, gerade Linien und rechte Winkel bestimmen die Gestaltung. Er besitzt, wie sämtliche Bahnhöfe der ersten Bauphase der Frankfurter U-Bahn, zwei Seitenbahnsteige mittlerer Breite, die über jeweils zwei feste und eine Fahrtreppe an die Verteilerebene („B-Ebene“) angeschlossen sind. Der Bahnhof ist mit vier Ausgängen versehen.
Die ursprünglich blauen Emailleverkleidungen der Wand wurden in den neunziger Jahren durch grüne Keramikfliesen ersetzt, um dem Bahnhof eine freundlichere und dem Namen angemessenere Gestaltung zu geben. Der barrierefreie Umbau der Station mit Aufzügen wurde Anfang 2008 begonnen und 2009 abgeschlossen.

## Unfälle 1984
Im Sommer 1984 kam es zu einer Reihe von Unfällen an der Station Grüneburgweg. Am 3. Juni entgleiste um 12:33 Uhr der erste Triebwagen eines Zuges der Linie U1 bei Einfahrt in die Station stadtauswärts, was eine etwa dreistündige Einstellung des Betriebs auf der Stammstrecke mit sich zog. Nach dem Unfall wurden auf diesem Tunnelabschnitt die möglichen Ursachen untersucht und eine vorläufige Geschwindigkeitsbeschränkung angeordnet. Der Kurvenbereich südlich der Station ist mit einem Radius von 170 m eine der engsten Stellen im Tunnel der A-Strecke. In diesem Bereich wurden daraufhin umfangreiche Gleisbauarbeiten in den nächtlichen Betriebspausen durchgeführt, während tagsüber eine Langsamfahrstelle mit 10 km/h eingerichtet war. Dabei wurden Schwellen ausgetauscht, das Schotterbett teilweise abgeräumt und die als Entgleisungsschutz dienenden Leitschienen zeitweise demontiert.
Am 11. Juli kam es um 06:41 Uhr zu einem folgenschweren Unfall, wobei ein Zug der Linie U2 in der Baustelle entgleiste und der mittlere Wagen schwer beschädigt wurde. Da sich der Unfall noch vor der Station ereignete, gestaltete sich die Bergung schwierig und der Tunnel war bis nachmittags gesperrt. Am selben Tag entgleiste bereits um 18:45 Uhr erneut ein Zug der Linie U1 – diesmal der letzte Wagen. Der Unfall ereignete sich wie der erste Unfall wieder erst in der Station, da die Leitschienen vorübergehend wieder montiert waren. Verletzt wurde bei allen Unfällen niemand. Eine spätere Untersuchung ergab, dass die Unfälle am 11. Juli nicht auf die Fahrer, sondern die baustellenbedingte Gefahrensituation zurückzuführen waren.

## Betrieb

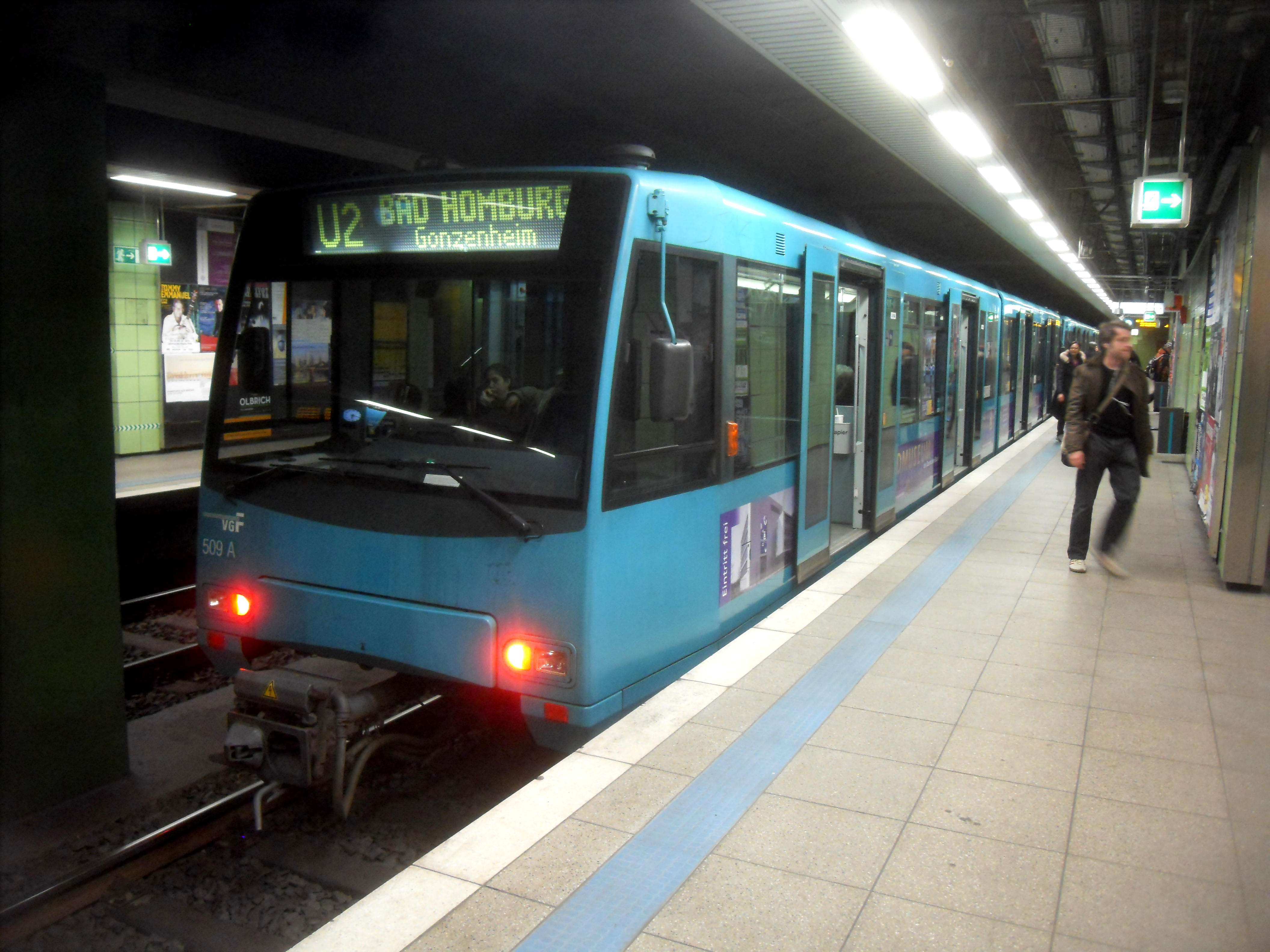
U4-Triebwagen im U-Bahnhof Grüneburgweg auf der Linie U 2 auf dem Weg nach Gonzenheim

| Linie | Verlauf | Takt |
| ----- | --- | --- |
| S1    | Südbahnhof – Schweizer Platz – Willy-Brandt-Platz – Hauptwache – Eschenheimer Tor – Grüneburgweg – Holzhausenstraße – Miquel-/Adickesallee – Dornbusch – Fritz-Tarnow-Straße – Hügelstraße – Lindenbaum – Weißer Stein – Heddernheim – Zeilweg – Heddernheimer Landstraße – Nordwestzentrum – Römerstadt – Ginnheim/Niddapark – Ginnheim Mitte | 10 min (werktags) 15 min (sonn-/feiertags)                                                                                |
| S2    | Südbahnhof – Schweizer Platz – Willy-Brandt-Platz – Hauptwache – Eschenheimer Tor – Grüneburgweg – Holzhausenstraße – Miquel-/Adickesallee – Dornbusch – Fritz-Tarnow-Straße – Hügelstraße – Lindenbaum – Weißer Stein – Heddernheim – Sandelmühle – Riedwiese/Mertonviertel – Kalbach – Bonames Mitte – Nieder-Eschbach – Ober-Eschbach – Bad Homburg-Gonzenheim | 10 min (Südbf–Nieder-Eschb. werktags) 10/20 min (Nieder-Eschb.–Gonzenh. werktags) 5/10 min (HVZ) 15 min (sonn-/feiertags) |
| S3    | Südbahnhof – Schweizer Platz – Willy-Brandt-Platz – Hauptwache – Eschenheimer Tor – Grüneburgweg – Holzhausenstraße – Miquel-/Adickesallee – Dornbusch – Fritz-Tarnow-Straße – Hügelstraße – Lindenbaum – Weißer Stein – Heddernheim – Zeilweg – Wiesenau – Niederursel – Weißkirchen Ost – Bommersheim – Oberursel Bahnhof – Oberursel Stadtmitte – Oberursel Altstadt – Oberstedter Straße – Glöcknerwiese – Kupferhammer – Rosengärtchen – Waldlust – Oberursel-Hohemark | 15 min (werktags) 30 min (sonn-/feiertags)                                                                                |
| S8    | Südbahnhof – Schweizer Platz – Willy-Brandt-Platz – Hauptwache – Eschenheimer Tor – Grüneburgweg – Holzhausenstraße – Miquel-/Adickesallee – Dornbusch – Fritz-Tarnow-Straße – Hügelstraße – Lindenbaum – Weißer Stein – Heddernheim – Zeilweg – Wiesenau – Niederursel – Uni-Campus Riedberg – Riedberg | 15 min 10 min (HVZ) |